# Tanger (Fluss)
Der Tanger ist ein Fluss in Sachsen-Anhalt. Man unterscheidet den Lüderitzer Tanger und den Mahlwinkler oder Tangerhütter Tanger, die bei Demker zum Vereinigten Tanger werden. In Kartenwerken wird oftmals nur Tanger angegeben.

## Name
Der Fluss wurde nach 1012 als Tongera zum ersten Mal urkundlich genannt. Der Name leitet sich wahrscheinlich vom germanischen *tang- mit der Bedeutung „verbinden, zusammendrücken“ ab. Die metaphorische Benennung bezog sich möglicherweise auf die Tatsache, dass der Tanger zahlreiche kleinere Nebenflüsse zusammenführt, oder auf das Mündungsdelta bei Tangermünde.

## Überblick und Verlauf
Mehrere Quellbäche in der Umgebung von Angern vereinigen sich fächerförmig nahe Tangerhütte mit dem Tanger-Quellbach aus Cröchern und dem Zufluss aus Dolle. Im weiteren Verlauf nimmt der Fluss südlich der Gemeinde Demker den Lüderitzer Tanger auf, der in Wittenmoor am Nordrand der Colbitz-Letzlinger Heide entspringt. Bei Schleuß floss ursprünglich von Südwesten der Brunkauer Tanger zu, der am Heiderand oberhalb von Brunkau im FFH-Gebiet „Tanger-Mittel- und Unterlauf“ entspringt. Dieser wird heute in Richtung Lüderitz abgeleitet. Schließlich erreicht der Vereinigte Tanger zusammen mit dem Bölsdorfer Tanger in Tangermünde als linker Nebenfluss die Elbe.
Zu den zahlreichen kleinen Nebenflüssen des Tanger gehören unter anderem: Flohtgraben, Teichgraben, Pietzengraben, Tangerhütter Tanger/Mahlwinkler Tanger/Uchtdorfer Tanger/Sandbeiendorfer Tanger, Krepebach, Beeke, Laufgraben, Dollgraben, Karrenbach, Schernebeker Mühlenbach, Lüderitzer Tanger, Brunkauer Tanger.
Der Tanger hat eine Länge von 33 Kilometern (von Angern bis zur Mündung bzw. von Cröchern bis zur Mündung), der Lüderitzer Tanger ist von der Quelle bis zur Mündung rund 28 Kilometer lang. Der Höhenunterschied von den Quellen bis zur Elbe beträgt zwischen 30 und 50 Meter. Der Tanger liegt zum Teil im Landkreis Stendal und im Landkreis Börde. Das Einzugsgebiet des Tanger beträgt 480 km².
Das Landschaftsschutzgebiet „Uchte-Tangerquellen und Waldgebiete nördlich von Uchtspringe“ liegt zwischen Uchtspringe und Lüderitz.